# Vattenfall Nederland

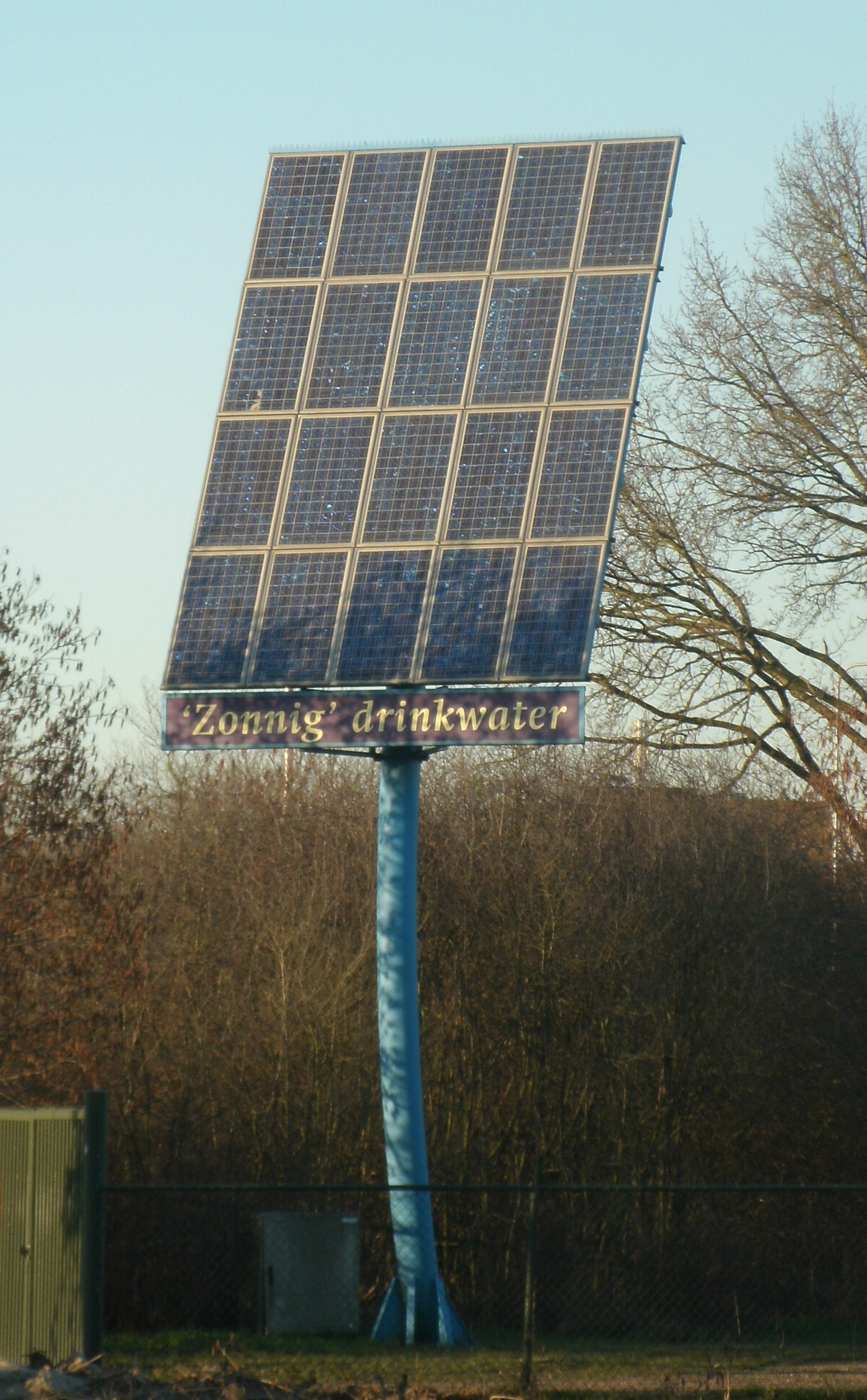
Zonnepaneel bij Ede

Vattenfall Nederland is een nutsbedrijf in Nederland met als kernactiviteiten de productie, verhandeling en levering van elektriciteit, aardgas en stadswarmte. Voor de overname door het Zweedse energiebedrijf Vattenfall heette het N.V. Nuon. Het verzorgt ook aanvullende diensten op het gebied van energiebesparing (isolatie), beveiliging en energieadvies. In 2017 produceerde het bedrijf ruim 18 terawattuur (TWh) aan elektriciteit. Vattenfall Nederland verkoopt gas en elektriciteit aan 2 miljoen klanten in Nederland en telt zo'n 3500 werknemers.

## Bedrijfsgeschiedenis

### Ontstaan Nuon

Tijdlijn van de fusies en splitsingen van de verschillende provinciale, regionale en gemeentelijke energiebedrijven in Nederland, 1986–2014

De N.V. Nuon is in 1994 ontstaan na een fusie van de PGEM en het PEB Friesland, met de Zuid-Gelderse Nutsbedrijven (ZGN) en de Veluwse Nutsbedrijven (VNB). Enige jaren later werd Energie Noord West ingelijfd, dat de energielevering en -distributie in Noord-Holland verzorgde. In 2003 nam Nuon de productiefaciliteiten van het voormalige UNA over van het Amerikaanse energiebedrijf Reliant Energy.
Op 1 december 2000 werd installatiebedrijf Feenstra overgenomen. Dit bedrijf is landelijk actief in de service, onderhouds- en vervangingsmarkt van verwarmings- en warmwatersystemen. In 2016 maakte Nuon bekend Feenstra te willen verkopen. Reden voor de voorgenomen verkoop is dat eigenaar Vattenfall zich wil focussen op energie en de activiteiten van Feenstra vallen hierbuiten. Bij Feenstra werkten toen nog 1500 mensen. De verkoop is uiteindelijk niet doorgegaan. Per 1 januari 2016 zijn wel de isolatie-activiteiten overgedragen aan Takkenkamp Isolatie.

### Wet onafhankelijk netbeheer
Nuon was een geïntegreerd nutsbedrijf; het was actief in de hele keten van elektriciteitsproductie tot aflevering bij de klant. In 2006 werd de Wet onafhankelijk netbeheer (WON, ook wel de Splitsingswet genoemd) ingevoerd. Deze wet verplicht alle geïntegreerde nutsbedrijven de activiteiten te splitsen in drie aparte onderdelen voor productie, transmissie en distributie. Het belang van transmissie werd zo groot geacht dat de overheid TenneT als enige verantwoordelijk stelde voor het beheer van het hoogspanningsnet, ofwel alle netten van 110 kV (kilovolt) en hoger.
Per 15 november 2008 ging de netbeheerder van Nuon zelfstandig verder onder de naam Liander, dat onderdeel is van Alliander. Op 30 juni 2009 kwam de holding N.V. Nuon te vervallen. Het productie- en leveringsbedrijf gaat zelfstandig verder onder de naam N.V. Nuon Energy.

### Plannen tot fusie met Essent
Nog voor de splitsing een feit werd, maakten op 1 februari 2007 Nuon en Essent bekend te willen fuseren. De combinatie, met de werknaam EssentNuon, zou leiden tot een groot energiebedrijf met een omzet van € 12 miljard, 20.000 medewerkers en met 5 miljoen klanten. Met de fusie hoopten beide energiebedrijven ook de splitsing te vermijden. Op basis van de voorgestelde ruilverhouding zouden de ex-Essent aandeelhouders 55% van EssentNuon verkrijgen en de Nuon aandeelhouders 45%. Begin april 2007 werd bekend dat er vanuit de Consumentenbond alsmede vanuit de aandeelhouders commentaar was op de voorgenomen fusie. Op 7 september 2007 maakten Nuon en Essent bekend dat de fusie niet doorging omdat geen overeenstemming kon worden bereikt over de ruilverhouding. Eerder lekte de naam Nusent uit, deze naam werd in januari 2007 geregistreerd bij de Kamer van Koophandel.

### Overname Nuon Energy door Vattenfall
In februari 2009 werd bekend dat het Zweedse Vattenfall, ook actief in Duitsland en Polen, Nuon Energy in fases gaat overnemen. Op 1 juli 2009 werd voor € 5,0 miljard een belang genomen van 49%; Vattenfall krijgt direct operationele zeggenschap en zal in 6 jaar het belang uitbreiden tot 100%. Vattenfall is volledig eigendom van de Zweedse staat. Nuon Energy vormt binnen Vattenfall de Business Group Benelux. In de overeenkomst tussen Nuon en Vattenfall is opgenomen dat het merk Nuon in ieder geval vier jaar zal blijven bestaan.
Naast Vattenfall bleven de andere grootaandeelhouders in Nuon Energy, de provincies Gelderland, Noord-Holland en Friesland en de gemeente Amsterdam, tot de levering van de laatste tranche aandelen in 2015, toen Vattenfall 100% eigenaar werd van Nuon Energy.
In augustus 2002 werd Nuon Belgium opgericht om te profiteren van de liberalisering van de Belgische energiemarkt. Medio 2011 had Nuon in België 150 medewerkers en ongeveer 550.000 aansluitingen voor gas en elektriciteit. Op 26 juli 2011 werden alle activiteiten in België, inclusief de dochtermaatschappijen Nuon Wind Belgium en Nuon Power Generation Walloon, verkocht aan het Italiaanse energieconcern Eni voor ongeveer € 157 miljoen.
In mei 2012 werd bekendgemaakt dat vier winstgevende dochters, Nuon-Isolatie, installateur Feenstra, zakelijk dienstverlener Ebatech en Nuon-Beveiliging, als één pakket te koop waren gezet. Deze vier dochters hadden zo'n 2000 van de in totaal 6000 werknemers van Nuon in dienst. Nuon zou langetermijncontracten met de verzelfstandigde of verkochte dochters aangaan. Vattenfall wilde dergelijke aanvullende dienstverlening in heel Europa volgens deze partnerformule gaan aanbieden.
Na zware verliezen bij Nuon, maakte Vattenfall in juli 2013 bekend het concern op te gaan splitsen in een Scandinavisch deel en een Europees continentaal deel. Het bedrijf wilde de activiteiten buiten Scandinavië, wat onder meer Nuon betrof, deels verkopen zodat risico’s op lastige markten als Nederland en Duitsland niet alleen meer voor rekening kwamen van Vattenfall.
Op 4 oktober 2018 maakte het bedrijf bekend dat de naam Nuon geleidelijk gaat verdwijnen, en plaatsmaakt voor de naam van het moederbedrijf. Vanaf 7 oktober 2019 hanteert het bedrijf alleen nog de naam Vattenfall.